# Mario Ančić
Mario Ančić (Split, 30. ožujka 1984.), bivši hrvatski tenisač, jedan od četiri šampiona sa splitskih Firula uz Gorana Ivaniševića, Željka Franulovića i Nikolu Pilića.

## Životopis
Bio je europski prvak do 14 godina, finalist juniorskog Australian Opena s 15, finalist Wimbledona u istoj kategoriji šest mjeseci kasnije, a početkom 2001. i prvoplasirani svjetski junior.
Na svjetsku scenu iskoračio je 2002. godine u Wimbledonu pobjedom u tri seta nad Rogerom Federerom nakon prolaska kroz kvalifikacije. Sve do 2008. godine to je ostao jedini Rogerov poraz na travi, kad je Rafael Nadal slavio u finalu istog turnira.
U Ateni 2004. godine osvojio je brončanu olimpijsku medalju u igri parova s Ivanom Ljubičićem, što je obojici donijelo Državnu nagradu za šport "Franjo Bučar".
Trijumfom u Rosmalenu 2005. na travnatoj podlozi, Mario se upisao u povijest hrvatskog tenisa kao sedmi igrač s titulom na Touru od ulaska u Open Eru 1968. godine. Tim uspjehom prekinuo je negativnu seriju od dva poraza u finalima, Milanu 2004. i Scottsdaleu 2005. Iduće godine brani titulu u Rosmalenu i osvaja dvoranski turnir na tepihu u Sankt Peterburgu.
Godine 2007. počinju njegovi zdravstveni problemi; dijagnosticirana mu je mononukleoza, bolest koja je uzrokovala propuštanje velikog dijela te i naredne dvije sezone, a zaredale su i lakše ozljede. Početkom 2010. godine ispada iz poretka prvih stotinu tenisača, no Mario krajem siječnja iste godine planira povratak u profesionalni tenis.
Dana 20. veljače 2011. godine objavljuje javnosti kako se zbog ozljede leđa i prije toga problema s mononukleozom odlučuje na prekid profesionalne karijere u 27. godini.
Osim bogate športske karijere, valja svakako istaknuti i uspjeh što se tiče obrazovanja. Mario Ančić je završio Pravni fakultet u Splitu i prilikom oproštaja od teniske karijere, odlučio je započeti karijeru pravnika u NBA ligi.

## Davis Cup
Bio je član hrvatske reprezentacije koja je osvojila Davis Cup 2005. godine pobjedom nad Slovačkom u Bratislavi.

## ATP dosezi
Dana 9. srpnja 2006. godine ostvario je svoj najbolji plasman na ATP ljestvici skokom na sedmo mjesto.

## Osvojeni ATP turniri

### Pojedinačno (3)
| Br. | Nadnevak            | Turnir           | Suparnik u finalu | Rezultat      |
| --- | ------------------- | ---------------- | ----------------- | ------------- |
| 1.  | 13. lipnja 2005.    | 's-Hertogenbosch | Michael Llodra    | 7:5, 6:4      |
| 2.  | 24. lipnja 2006.    | 's-Hertogenbosch | Jan Hernych       | 6:0, 5:7, 7:5 |
| 3.  | 29. listopada 2006. | Sankt-Peterburg  | Thomas Johansson  | 7:5, 7:6(2)   |

### Parovi (4)
| Br. | Nadnevak          | Turnir       | Partner         | Suparnici u finalu             | Rezultat          |
| --- | ----------------- | ------------ | --------------- | ------------------------------ | ----------------- |
| 1.  | 23. srpnja 2003.  | Indianapolis | Andy Ram        | Diego Ayala Robby Ginepri      | 2:6, 7:6(3), 7:5  |
| 2.  | 25. travnja 2005. | München      | Julian Knowle   | Florian Mayer Alexander Waske  | 6:3, 1:6, 6:3     |
| 3.  | 11. rujna 2006.   | Šangaj       | Mahesh Bhupathi | Michael Berrer Kenneth Carlsen | 6:4, 6:3          |
| 4.  | 26. rujna 2006.   | Bombaj       | Mahesh Bhupathi | Rohan Bopanna Mustafa Ghous    | 6:4, 6:7(6), 10:8 |

## Vanjske poveznice
- Interviewi, video, slike, forum  Arhivirana inačica izvorne stranice od 16. svibnja 2007. (Wayback Machine) (engl.)
- Mario Ančić na stranici ATP Toura (engl.)